# Drei-Bezirke-Revolution

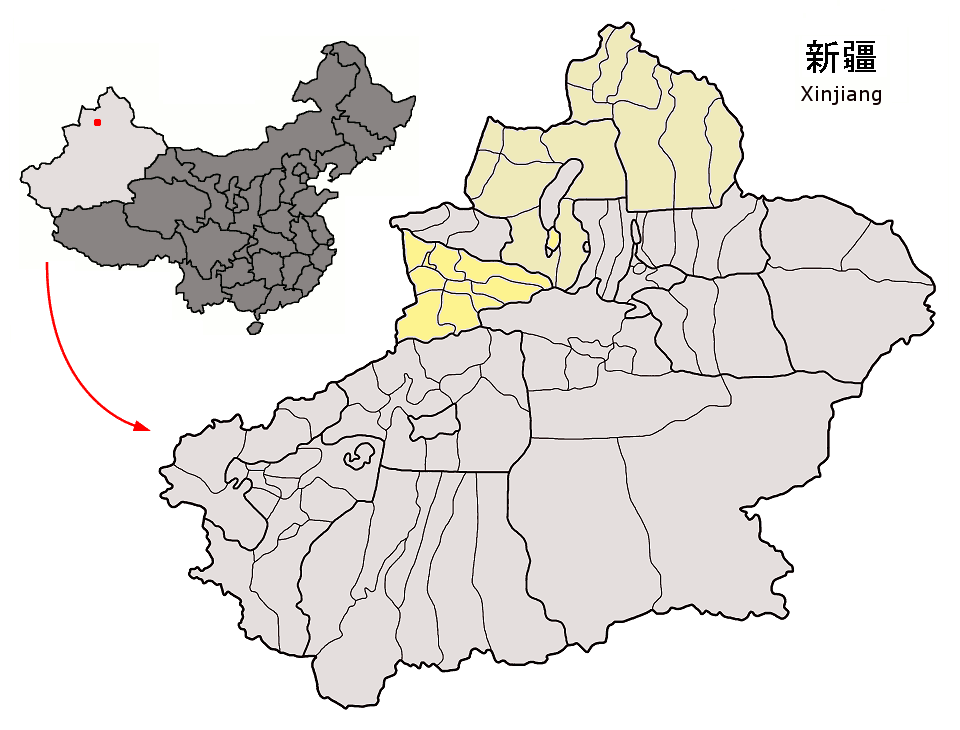
Die Bezirke Ili, Tarbagatay und Altay des Uigurischen Autonomen Gebiets Xinjiang der Volksrepublik China

Die Drei-Bezirke-Revolution oder Revolution in den drei Bezirken (chin. Sanqu geming 三区革命 bzw. Yining shibian 伊宁事变), die auch als Ili-Rebellion, Yining-Revolution, Yining-Zwischenfall bezeichnet wird, war eine gegen die Kuomintang-Herrschaft gerichtete Revolution in Xinjiang in den Jahren 1944–1949, die von der Stadt Gulja (chin. Yining) ausging.

## Vorgeschichte
Im November 1933 gründeten Sabit Damolla und seine Mitstreiter die sogenannte Islamische Republik Ostturkestan, die (erste) Republik Ostturkestan, in Kaschgar mit Xoja Niyaz als Premierminister, die jedoch nur wenige Monate Bestand hatte.
Die Republik China war nicht in der Lage, die Vorbehalte der hauptsächlich turkstämmigen Bevölkerung in Xinjiang auszuräumen und Unruhen zu beruhigen. Außerdem gab es enge Beziehungen der Bevölkerung vor Ort in die Sowjetunion. Der Uigure Ehmetjan Qasimi, der später Anführer der Revolte und der zweiten Republik Ost-Turkestan wurde, war in der Sowjetunion ausgebildet worden und galt als „Stalins Mann“ und als „kommunistisch gesinnter Progressiver“. Qasimi russifizierte seinen Namen in „Kasimov“ und wurde ein Mitglied der Kommunistischen Partei der Sowjetunion (KPdSU).

## Verlauf
Liu Bin-Di war ein Funktionär der Kuomintang und ein muslimischer Hui-Chinese. Er wurde von den Verantwortlichen in Ürümqi entsandt um das Stammland der Hui zu unterwerfen und die türkisch-muslimische Bewegung zu zerschlagen, die sich bereits daran machte, die chinesische Herrschaft abzuwerfen. Er scheiterte jedoch, denn seine Truppen kamen zu spät. Mehrere türkische Kavallerieeinheiten, die von den Sowjets bewaffnet worden waren, drangen in Richtung Gulja nach China ein. Im November 1944 wurde Liu durch uigurische und kasachische Rebellen getötet. Das war der Anfang der Ili-Rebellion (Drei-Bezirke-Revolution), in der uigurische Ili-Rebellen gegen Truppen der Republik China kämpften.
Nachdem Sheng Shicai aus Xinjiang entfernt war, hatte die neue Kuomintang-Verwaltung zunehmend Probleme Recht und Ordnung aufrechtzuerhalten. Am 16. September 1944 waren Truppen in die Region Gongha entsandt worden, ein Gebiet, das hauptsächlich von Kasachen bevölkert war. Die Truppen waren jedoch nicht fähig, eine Gruppe Rebellen aufzuhalten. Am 8. Oktober hatten die Rebellen Nilka, den Sitz der Bezirksverwaltung, erobert. Im Oktober flammte die Drei-Bezirke-Revolution südlich von Gulja, in Ili, Altay und Tarbagatay im Norden von Xinjiang auf. Mit Unterstützung der Sowjetunion und von Exilanten, sicherten die Rebellen schnell die Kontrolle über die drei Distrikte und eroberten Gulja im November. Die ethnisch chinesische Bevölkerung in der Region wurde durch ethnische Säuberungen dezimiert. Beamte des Konsulats der Vereinigten Staaten berichteten, dass der Islamgelehrte Elihan Töre ein "Turkistan Islam Government" ausrief:

„Die Turkestanische Islamische Regierung ist aufgestellt: Gelobt sei Allah für seine vielfachen Segnungen! Gepriesen sei Allah! Die Hilfe Allahs hat uns den Heldenmut gegeben, die Regierung der Unterdrücker, der Chinesen, abzuwerfen. Aber auch wenn wir uns selbst befreit haben, kann es denn in den Augen unseres Gottes erfreulich sein, wenn wir nur dastehen und zuschauen, während unsere Geschwister im Glauben... immer noch das blutige Leid der Unterdrückung unter der schwarzen Politik der Unterdrücker-Regierung der barbarischen Chinesen erleiden? Sicherlich wäre unser Gott nicht zufrieden. Wir werden unsere Waffen nicht niederlegen, bis wir uns befreit haben von den fünf blutigen Fingern der Macht unseres Chinesischen Unterdrückers, oder bis die eigentliche Wurzel der Chinesischen Unterdrücker-Regierung vertrocknet sind und vom Angesicht der Erde in Ost-Turkestan, das wir als unser Heimatland von unseren Vätern und Großvätern erhalten haben, abgestorben sind.“

Die Rebellen griffen Gulja am 7. November 1944 an und eroberten in Windeseile Teile der Stadt, massakrierten die Truppen der Kuomintang, erfuhren jedoch heftigen Widerstand von den Einheiten, die in den Elektrizitätswerken und der zentralen Polizeistation stationiert waren. Diese wurden erst am 13. November erobert. Die Deklaration der „Republik Ostturkestan“ (شەرقىي تۈركىستان جۇمھۇرىيىتى) erfolgte am 15. November. Die Sowjetarmee unterstützte die Ili-Uigurische Armee durch die Eroberung mehrerer Städte und Flugplätze. Auch nicht-kommunistische Russen („Weiße Russen“ und russische Siedler), die seit dem 19. Jahrhundert in Xinjiang gelebt hatten, unterstützten die Sowjetarmee und die Rebellen. Sie erlitten schwere Verluste. Viele Anführer der Republik Ostturkestan waren sowjetische Agenten oder hatten anderweitig Beziehungen zur Sowjetunion. Zu ihnen gehörten Abdulkerim Abbas, Ishaq Beg, Saifuddin Azizi und die „weißen Russen“ F. Leskin, A. Polinov, und Glimkin. Als die Rebellen Probleme hatten, das strategisch wichtige Flugfeld Airambek zu erobern, griffen die sowjetischen Militärs direkt ein und bombardierten die chinesischen Stellungen.
Die Rebellen schreckten auch nicht vor Massakern an han-chinesischen Zivilisten zurück und griffen speziell Personen an, die mit der KMT und mit Sheng Shicai in Verbindung gebracht wurden. In der „Gulja Deklaration“ vom 5. Januar 1945 verkündeten Verantwortliche der neu gegründeten Republik, dass sie „die Han-Chinesen hinwegfegen“ wollten („sweep away the Han Chinese“) und drohten damit, die „Blutschuld“ von den Han einzufordern. Die Deklaration verkündete auch, dass die Republik sich um herzliche Beziehungen mit den Sowjets bemühen wollte. Später schwächten sich die Anti-Han-Tiraden der offiziellen Deklarationen ab, allerdings geschah dies erst, nachdem der größte Teil der han-chinesischen Zivilisten in dem Gebiet massakriert worden war. Diese Massaker fanden vor allem im Zeitraum von 1944 bis 1945 statt und die Kuomintang beantwortete die Untaten mit gleichermaßen grausamen Strafaktionen. In dem Gebiet der ETR wurden zudem weiter repressive Methoden angewandt, wie Verbote für Han-Chinesen auszugehen, Waffen zu besitzen, dem Ausschluss von offiziellen Ämtern, während sowohl russische als auch türkischsprachige Beamte eingesetzt wurden. Außerdem wurde eine Geheimpolizei nach sowjetischem Muster eingeführt. Und während die nicht-muslimischen Tungusischen Völker wie die Xibe die Rebellen größtenteils unterstützten, erhielten sie von den muslimischen Tungan (Hui) in Ili kaum Unterstützung.
Die Forderungen der Rebellen beinhalteten das Ende chinesischer Herrschaft, Gleichheit für alle Nationalitäten, Anerkennung der einheimischen Sprachen, freundschaftliche Beziehungen mit der Sowjetunion und einen Stopp der chinesischen Immigration nach Xinjiang. Neu aufgestellt wurde die Ili-Nationalarmee (INA) später in „Ostturkestanische Nationalarmee“ umbenannt. Sie bestand vor allem aus uigurischen, kasachischen und weißen russischen Soldaten (ca. 60.000 Mann, bewaffnet und ausgebildet in der Sowjetunion und unterstützt von regulären Einheiten der Roten Armee, in Stärke von 500 Offizieren und 2.000 Soldaten), sowie einer Gruppe von kasachischen Karai unter dem Kommando von Osman Batur (ca. 20.000 Reiter). Die Kasachen verteilten sich größtenteils über die nördlichen Gebiete, während die INA die südlichen Gebiete abdeckte. Im September 1945 besetzten die Kuomintang-Truppen und die INA Positionen auf den gegenüberliegenden Ufern des Flusses Manasi bei Ürümqi. Zu dieser Zeit hielt die ETR die Gebiete Zungaria und Kashgaria, während die Kuomintang das Gebiet um Ürümqi (Tihuwa) kontrollierte.
Die INA-Uniformen und Flaggen waren mit den kyrillischen Buchstaben VTR (Vostotschnaja Turkestanskaja Respublika, russisch für „Republik Ostturkestan“) gekennzeichnet. Die Sowjets brüsteten sich noch Jahre später mit ihrer Unterstützung für die Rebellen. Noch in einer Radiosendung, die am 14. Mai 1967 in uigurischer Sprache von Radio Tashkent nach Xinjiang übertragen wurde, wurde darüber gesprochen, wie die Sowjets die Einheiten der Republik Ostturkestan ausgebildet hatten und sie gegen die Armee von China unterstützt hatten. Tausende sowjetische Soldaten unterstützten die Rebellen und es waren offenbar sowjetische Flugzeuge, die im Oktober 1945 chinesische Stellungen angriffen.
Als die sowjetische Rote Armee und die uigurische Ili-Armee mit Unterstützung durch sowjetische Flugzeuge gegen die schlecht ausgerüsteten chinesischen Truppen vorrückten, erreichten sie beinahe Ürümqi; die Chinesen errichteten jedoch Verteidigungsringe und schickten die chinesisch-muslimische Kavallerie vor um den Vormarsch der Rebellen aufzuhalten. Tausende chinesisch-muslimische Soldaten unter General Ma Bufang und dessen Neffen General Ma Chengxiang wurden aus Qinghai nach Xinjiang geführt um die Angreifer zurückzuschlagen.
Die Rebellen vertrieben die Chinesen von den Ebenen, erreichten Kaschgar, Kaghlik und Yarkant, fanden aber in den Oasen keine Unterstützung aufgrund ihres sowjetischen Hintergrunds, so dass die chinesische Armee sie von dort wieder vertreiben konnte. Die Rebellen schlachteten dort daraufhin das Vieh der Kirgisen und Tadschiken und zerstörten deren Pflanzungen.
Auf Seite der Chinesen wurde die Clique des Hui-Warlords Ma Bufang aus Qinghai von der Kuomintang mit der muslimischen Kavallerie 1945 nach Ürümqi entsandt um das Gebiet vor den Rebellen zu schützen. Die 5. und 42. Kavallerieeinheit der Tungan (Hui) wurde aus Qinghai verlegt um die 2. Armee der KMT mit ihren 4 Divisionen zu verstärken. Ihre vereinten Kräfte hatten eine Stärke von 100.000 Hui und Han unter dem Kommando der KMT. Die Sowjets waren sehr darauf bedacht, Ma Bufang zu „liquidieren“. General Ma Chengxiang, ein weiterer Offizier der Hui-Ma-Clique, befehligte die Erste Kavallerie-Division in Xinjiang (ehemals: 5. Gansu Kavallerie-Division).
Ein Waffenstillstand wurde 1946 ausgerufen, wobei die ETR die Kontrolle über das Ili-Gebiet hatte und die Chinesen den Rest von Xinjiang, inklusive Ürümqi, kontrollierten.
Im Juni 1946 enthoben die Führer der Revolution Ahmatjan Kasimi, Abdukerim Abbasov und andere Elihan Tore seines Amtes. Die Republik Ostturkestan wurde in eine Ratsversammlung des Sonderbezirks Ili umgebildet.
Das ehemalige Zentrum der politischen und kulturellen Aktivitäten der Regierung der Drei-Bezirke-Revolution (Sanqu geming zhengfu zhengzhi wenhua huodong zhongxin jiuzhi 三区革命政府政治文化活动中心旧址) in der Stadt Gulja (Yining) steht seit 2006 auf der Liste der Denkmäler der Volksrepublik China (6-1079).